# Cerambyx nodulosus
Cerambyx nodulosus – gatunek chrząszcza z rodziny kózkowatych i podrodziny kózkowych (Cerambycinae).

## Taksonomia
Gatunek ten został opisany w 1817 roku przez Ernsta Friedricha Germara.

## Opis
Ciało długości od 25 do 45 mm. Czułki samców o członach od 3 do 5 krótkich. Stopy tylnych odnóży o członach dłuższych niż u C. dux i C. miles, około trzy razy tak długich jak ich szerokość u wierzchołka. Kąty przyszwowe pokryw całkowicie zaokrąglone.

## Biologia i ekologia
Cykl życiowy tego chrząszcza trwa od 3 do 4 lat. Larwy żerują w żywych i obumierających drzewach i krzewach, przez co mogą być notowane jako szkodniki. Są polifagami, a do ich roślin żywicielskich należą m.in.: głogi, śliwy, grusze i jabłonie. Ich żerowiska poznać można po dobrze widocznych trocinach. Dorosłe są aktywne za dnia i spotkać można je do maja do sierpnia.

## Rozprzestrzenienie
Chrząszcz palearktyczny o chorotypie turańsko-śródziemnomorskim (turańsko-apenińskim) i turańsko-europejskim (turańsko-sarmato-pannońskim). Wykazany został z Włoch, Malty, Albanii, Słowenii, Chorwacji, Bośni i Hercegowiny, Serbii, Macedonii Północnej, Grecji, Bułgarii, Rumunii, Półwyspu Krymskiego, Turcji, Kaukazu i Transkaukazji oraz Syrii. Wątpliwe dane pochodzą z Cypru.
Z Turcji podawany z prowincji: Stambuł, Bursa, Mersin, Manisa, Izmir, Erzurum, Bingöl, Osmaniye, Mardin, Adıyaman, Isparta, Adana, Antalya, Artvin, Uşak, Muğla, Konya, Kahramanmaraş i Bitlis.